# Ministère de la Défense et des Anciens combattants
Le ministère de la Défense nationale et des Anciens combattants est le ministère de la République démocratique du Congo qui est chargé de la défense de l’intégrité du territoire national par les forces armées du pays (FARDC).
Le Ministère de la Défense nationale et des Anciens combattants est dirigé par Guy Kabombo depuis mai 2024.

## Attributions
- l'organisation et la structuration des Forces armées[1] ;
- la conception, exécution et suivi du mécanisme d’intégration et de formation de l’Armée nationale ;
- l'administration et approvisionnement des Forces armées ;
- la surveillance terrestre, fluviale, lacustre, maritime et aérienne du territoire national ;
- la poursuite et parachèvement du processus de démobilisation des combattants ;
- la conception, préparation et exécution de toutes les opérations relatives à la démobilisation des militaires, des enfants soldats, des ex-combattants et des groupes vulnérables non intégrés des Forces Armées en vue de leur réinsertion sociale ;
- l'entretien et suivi des militaires invalides de guerre, des retraités militaires et des anciens combattants;
- la gestion et suivi des anciens combattants et l'Accompagnement des démobilisés dans la vie civile afin de leur assurer une réinsertion réussie.

## Organisation
Le ministère de la Défense et des Anciens combattants dispose d'un effectif total de 265 072 personnes.[réf. nécessaire]
- Cabinet
- Secrétariat Général (8.800 Personnes)
- Services généraux
- Direction des ressources humaines
- Direction des études stratégiques, planification et organisation
- Direction d'acquisition des approvisionnements
- Direction du budget et finances
- Direction de coopération militaire
- Direction de l'informatique
- Direction de l'administration pénitentiaire
- Bataillon Administrative, logistique et des services
- Cellule de gestion des projets et des marchés publics
- Inspectorat générale des FARDC
- FARDC (204.898 Personnes)
- Africaine d'Explosifs (AFRIDEX)

- Secrétariat Général aux Anciens combattants (112 Personnes)
- Direction des Ressources Humaines;
- Direction des Études et Planifications;
- Direction des Œuvres sociales;
- Directions des Pensions, Rentes et Survie (34.170 Personnes);
- Direction des Services Généraux.